# Myxilla acribaria
Myxilla acribaria är en svampdjursart som beskrevs av de Laubenfels 1942. Myxilla acribaria ingår i släktet Myxilla och familjen Myxillidae.
Artens utbredningsområde är Grönland. Inga underarter finns listade i Catalogue of Life.